# 箱の中の気体
本項では、量子力学における箱の中の量子的な理想気体について述べる。すなわち、容器に多数の分子が入っており、熱化のプロセスで一瞬に行われる衝突を除けば、分子どうしの相互作用を行わない系である。この系の平衡状態における性質を調べるには、無限の深さの井戸型ポテンシャルに置かれた量子的粒子についての結果を用いることができる。
この単純なモデルは、質量をもつ理想フェルミ気体や、質量を持つ理想ボース気体、質量をもたないボース気体として扱うことが可能な黒体放射などの様々な量子理想気体だけでなく、古典的な理想気体も記述することができる。黒体放射における熱化は、フォトンおよび熱平衡状態にある物体との間の相互作用により促進されると仮定される。
マクスウェル＝ボルツマン統計またはボース＝アインシュタイン統計またはフェルミ＝ディラック統計の結果を用い、箱の大きさが無限大だとすると、トーマス＝フェルミ近似によりエネルギー状態の縮退度は微分として、状態の総和は積分として表現される。
これにより気体の熱力学的な性質は分配関数やグランドカノニカル分配関数を用いて計算できる。
ここではいくつかの簡単な例を示す。

## 状態の縮退におけるトーマス＝フェルミ近似
無限の深さを持つ3次元井戸型ポテンシャルでは、粒子に質量がある場合とない場合どちらにおいても、量子数の組[nx, ny, nz]によって粒子の状態の一覧表を作ることができる。
運動量の大きさは次のように与えられる。
{\displaystyle p={\frac {h}{2L}}{\sqrt {n_{x}^{2}+n_{y}^{2}+n_{z}^{2}}}\qquad \qquad n_{x},n_{y},n_{z}=1,2,3,\ldots }
ここでh はプランク定数、L は箱の1辺の長さである。
粒子の可能な状態それぞれは自然数の３次元格子の点として考えることができる。
原点から任意の点までの距離は、次のように書ける。
{\displaystyle n={\sqrt {n_{x}^{2}+n_{y}^{2}+n_{z}^{2}}}={\frac {2Lp}{h}}}
それぞれの量子数の組はf 個の状態を与えるとする。
ここでf は粒子の内部自由度で、衝突によって変化する。
たとえば、スピン1/2の粒子ではf=2で、上向きと下向きそれぞれのスピン状態について1個の状態を数える。
n が大きい場合、運動量の大きさがp 以下の状態数は、近似的に
{\displaystyle g=\left({\frac {f}{8}}\right){\frac {4}{3}}\pi n^{3}={\frac {4\pi f}{3}}\left({\frac {Lp}{h}}\right)^{3}}
これはちょうど半径n の球の体積のf 倍を８で割ったものである。なぜなら正のni を持つ球の1/8のみを考慮したからである。
連続体近似を用いると、p からp+dp の運動量を持つ状態の数は、
{\displaystyle dg={\frac {\pi }{2}}~fn^{2}\,dn={\frac {4\pi fV}{h^{3}}}~p^{2}\,dp}
ここでV=L3 は箱の体積である。
このような連続体近似を用いると、ni =1の基底状態を含む低エネルギー状態の特徴を描写できなくなることに注意しなければならない。
このことは多くの場合では問題にはならないが、ボース＝アインシュタイン凝縮を考える際は、気体の大半が基底状態または基底状態付近にあり、低エネルギー状態を扱えるかどうかが重要となる。
連続体近似を用いないと、エネルギーεi の粒子の数は、次のように与えられる。
{\displaystyle N_{i}={\frac {g_{i}}{\Phi (\epsilon _{i})}}}
ここで
| {\displaystyle g_{i}}, 状態iの縮退度 |
| |
| {\displaystyle \Phi (\epsilon _{i})={\begin{cases}e^{\beta (\epsilon _{i}-\mu )},&{\mbox{マ ク ス ウ ェ ル ＝ ボ ル ツ マ ン 統 計 に 従 う 粒 子 }}\\e^{\beta (\epsilon _{i}-\mu )}-1,&{\mbox{ボ ー ス ＝ ア イ ン シ ュ タ イ ン 統 計 に 従 う 粒 子 }}\\e^{\beta (\epsilon _{i}-\mu )}+1,&{\mbox{フ ェ ル ミ ＝ デ ィ ラ ッ ク 統 計 に 従 う 粒 子 }}\\\end{cases}}} |
| ここでβ = 1/kT , ボルツマン定数 k, 温度 T, 化学ポテンシャル μ . |
| (マクスウェル＝ボルツマン統計, ボース＝アインシュタイン統計, フェルミ＝ディラック統計を参照) |
連続体近似を用いると、E  からE+dE のエネルギーを持つ粒子数dNEは、
{\displaystyle dN_{E}={\frac {dg_{E}}{\Phi (E)}}}
ここで{\displaystyle dg_{E}} はE  からE+dE のエネルギーを持つ状態数である。

## エネルギー分布
前項から導出された結果を用いると、箱の中の気体におけるいくつかの分布を決定できる。
粒子系において、変数{\displaystyle A}の分布{\displaystyle P_{A}}は、{\displaystyle A}から{\displaystyle A+dA}の値をもつ粒子の割合を表す{\displaystyle P_{A}dA}から定義される。
{\displaystyle P_{A}~dA={\frac {dN_{A}}{N}}={\frac {dg_{A}}{N\Phi _{A}}}}
ここで
{\displaystyle dN_{A}},  {\displaystyle A}から{\displaystyle A+dA}の値を持つ粒子数
{\displaystyle dg_{A}},  {\displaystyle A}から{\displaystyle A+dA}の値を持つ状態数
{\displaystyle \Phi _{A}^{-1}},   {\displaystyle A}の値を持つ状態が粒子に占有されている確率
{\displaystyle N},      全粒子数
これは次を満たす。
{\displaystyle \int _{A}P_{A}~dA=1}
運動量分布{\displaystyle P_{p}}において、{\displaystyle p} から{\displaystyle p+dp}の運動量をもつ粒子の割合は、
{\displaystyle P_{p}~dp={\frac {Vf}{N}}~{\frac {4\pi }{h^{3}\Phi _{p}}}~p^{2}dp}
またエネルギー分布{\displaystyle P_{E}}において、{\displaystyle E} から{\displaystyle E+dE}のエネルギーを持つ粒子の割合は、
{\displaystyle P_{E}~dE=P_{p}{\frac {dp}{dE}}~dE}
箱の中の粒子（と自由粒子）において、エネルギー {\displaystyle E}と運動量 {\displaystyle p}との関係は、質量がある粒子とない粒子では異なっている。
質量のある粒子では、
{\displaystyle E={\frac {p^{2}}{2m}}}
質量のない粒子では、
{\displaystyle E=pc\,}
ここで{\displaystyle m}は粒子の質量、{\displaystyle c}は光速である。これらの関係を用いると、
- 質量のある粒子では

{\displaystyle {\begin{alignedat}{2}dg_{E}&=\quad \ \left({\frac {Vf}{\Lambda ^{3}}}\right){\frac {2}{\sqrt {\pi }}}~\beta ^{3/2}E^{1/2}~dE\\P_{E}~dE&={\frac {1}{N}}\left({\frac {Vf}{\Lambda ^{3}}}\right){\frac {2}{\sqrt {\pi }}}~{\frac {\beta ^{3/2}E^{1/2}}{\Phi (E)}}~dE\\\end{alignedat}}}
ここでΛは気体の熱的波長である。
{\displaystyle \Lambda ={\sqrt {\frac {h^{2}\beta }{2\pi m}}}}
これは重要な量である。なぜならΛが粒子間距離 {\displaystyle (V/N)}1/3のオーダーのときは、量子的な効果が支配し始め、気体はマクスウェル＝ボルツマン気体とは見なせなくなるからである。
- 質量のない粒子では

{\displaystyle {\begin{alignedat}{2}dg_{E}&=\quad \ \left({\frac {Vf}{\Lambda ^{3}}}\right){\frac {1}{2}}~\beta ^{3}E^{2}~dE\\P_{E}~dE&={\frac {1}{N}}\left({\frac {Vf}{\Lambda ^{3}}}\right){\frac {1}{2}}~{\frac {\beta ^{3}E^{2}}{\Phi (E)}}~dE\\\end{alignedat}}}
ここでのΛは質量のない粒子の熱的波長である。
{\displaystyle \Lambda ={\frac {ch\beta }{2\,\pi ^{1/3}}}}

## 具体例
以下ではいくつかの具体例を示す。

### 質量のあるマクスウェル＝ボルツマン粒子
この場合は、
{\displaystyle \Phi (E)=e^{\beta (E-\mu )}}
エネルギー分布関数を積分しNについて解くと、
{\displaystyle N=\left({\frac {Vf}{\Lambda ^{3}}}\right)\,\,e^{\beta \mu }}
これらを元々のエネルギー分布関数に代入すると、
{\displaystyle P_{E}~dE=2{\sqrt {\frac {\beta ^{3}E}{\pi }}}~e^{-\beta E}~dE}
これは古典的なマクスウェル=ボルツマン分布から得られる結果と同じである。
その他の結果は理想気体を参照。

### 質量のあるボース＝アインシュタイン粒子
この場合は、
{\displaystyle \Phi (E)={\frac {e^{\beta E}}{z}}-1\,}
ここで  {\displaystyle z=e^{\beta \mu }.\,}
エネルギー分布関数を積分しNについて解くと粒子数が得られる。
{\displaystyle N=\left({\frac {Vf}{\Lambda ^{3}}}\right){\textrm {Li}}_{3/2}(z)}
ここでLis(z) は多重対数関数、Λは熱的波長である。
多重対数関数の項は正かつ実でなければならず、これはz が０から１に増加すると多重対数関数の項は０からζ(3/2)になることを意味する。
温度が０まで下がっていくとΛは増加していき、最終的にはz=1で臨界値Λc に行き着き、次のようになる。
{\displaystyle N=\left({\frac {Vf}{\Lambda _{c}^{3}}}\right)\zeta (3/2)}
ここで{\displaystyle \zeta } はリーマンゼータ関数を表す。
Λ=Λcでの温度は臨界温度である。
臨界温度以下では、上記の粒子数についての方程式は解を持たない。
臨界温度はボース＝アインシュタイン凝縮が起こり始める温度である。
上述の通り、連続体近似の問題点は基底状態が無視されていることである。
しかし上記の粒子数についての方程式は、励起状態のボース粒子の数はかなりうまく表現していることがわかり、よって
{\displaystyle N={\frac {g_{0}z}{1-z}}+\left({\frac {Vf}{\Lambda ^{3}}}\right){\textrm {Li}}_{3/2}(z)}
ここで付け加えられた項は基底状態の粒子数である（基底状態エネルギーは無視されていた）。
この方程式は温度０まで成立する。
その他の結果はボース気体を参照。

### 質量のないボース＝アインシュタイン粒子（黒体放射など）
質量のない粒子では、前述した質量のない粒子についてのエネルギー分布関数を用いなければならない。
この関数を振動数分布関数に変換すると便利である。
{\displaystyle P_{\nu }~d\nu ={\frac {h^{3}}{N}}\left({\frac {Vf}{\Lambda ^{3}}}\right){\frac {1}{2}}~{\frac {\beta ^{3}\nu ^{2}}{e^{(h\nu -\mu )/kT}-1}}~d\nu }
ここでΛは質量のない粒子の熱的波長である。
このときエネルギースペクトル密度（単位体積あたり単位振動数あたりのエネルギー）は、
{\displaystyle U_{\nu }~d\nu =\left({\frac {N\,h\nu }{V}}\right)P_{\nu }~d\nu ={\frac {4\pi fh\nu ^{3}}{c^{3}}}~{\frac {1}{e^{(h\nu -\mu )/kT}-1}}~d\nu }
その他の熱力学的パラメータは、質量のある粒子の場合と同じように導出される。
たとえば振動数分布関数を積分し、Nについて解くと粒子数が得られる。
{\displaystyle N={\frac {16\,\pi V}{c^{3}h^{3}\beta ^{3}}}\,\mathrm {Li} _{3}\left(e^{\mu /kT}\right)}
最も一般的な質量のないボース気体は黒体における光子気体である。
黒体の空洞を箱と考えると、光子は壁によって断続的に吸収・再放出される。
この場合、光子の数は保存されない。
ボース＝アインシュタイン統計の導出において粒子数の制限が取り除かれると、これは化学ポテンシャル(μ)が０である状況と実質的に同じである。
さらに光子は２つのスピン状態をもつので、fの値は２である。
このときエネルギースペクトル密度は、
{\displaystyle U_{\nu }~d\nu ={\frac {8\pi h\nu ^{3}}{c^{3}}}~{\frac {1}{e^{h\nu /kT}-1}}~d\nu }
これはまさに黒体放射のプランクの法則におけるエネルギースペクトル密度である。
この手続きを質量のないマクスウェル＝ボルツマン粒子で実行すると、プランクの法則を高温や低密度で近似したヴィーンの放射法則が得られる。
ある状況では、光子を含む反応により光子数が保存される（たとえば発光ダイオードや「白い」空洞）。
これらのケースでは、光子分布関数は非ゼロ化学ポテンシャルを含んでいる(Hermann 2005)。
その他の質量のないボース気体として、熱容量におけるデバイ模型がある。
このとき箱の中のフォノン気体を考えるが、フォノンの速度は光速より小さく、箱の各軸で波長に最大値が存在する点でフォトンの場合とは異なる。
これは相空間にわたる積分を無限の範囲まで実行することができないことを意味し、多重対数関数の代わりにデバイ関数で表されるようになる。

### 質量のあるフェルミ＝ディラック粒子（金属中の電子など）
この場合、以下が適用される。
{\displaystyle \Phi (E)=e^{\beta (E-\mu )}+1\,}
エネルギー分布関数を積分することで、
{\displaystyle N=\left({\frac {Vf}{\Lambda ^{3}}}\right)\left[-{\textrm {Li}}_{3/2}(-z)\right]}
ここでもLis(z)は多重対数関数で、Λはド・ブロイの熱的波長である。
そのほかの結果はフェルミ気体を参照。